# Tiefenbach (Ellingen)

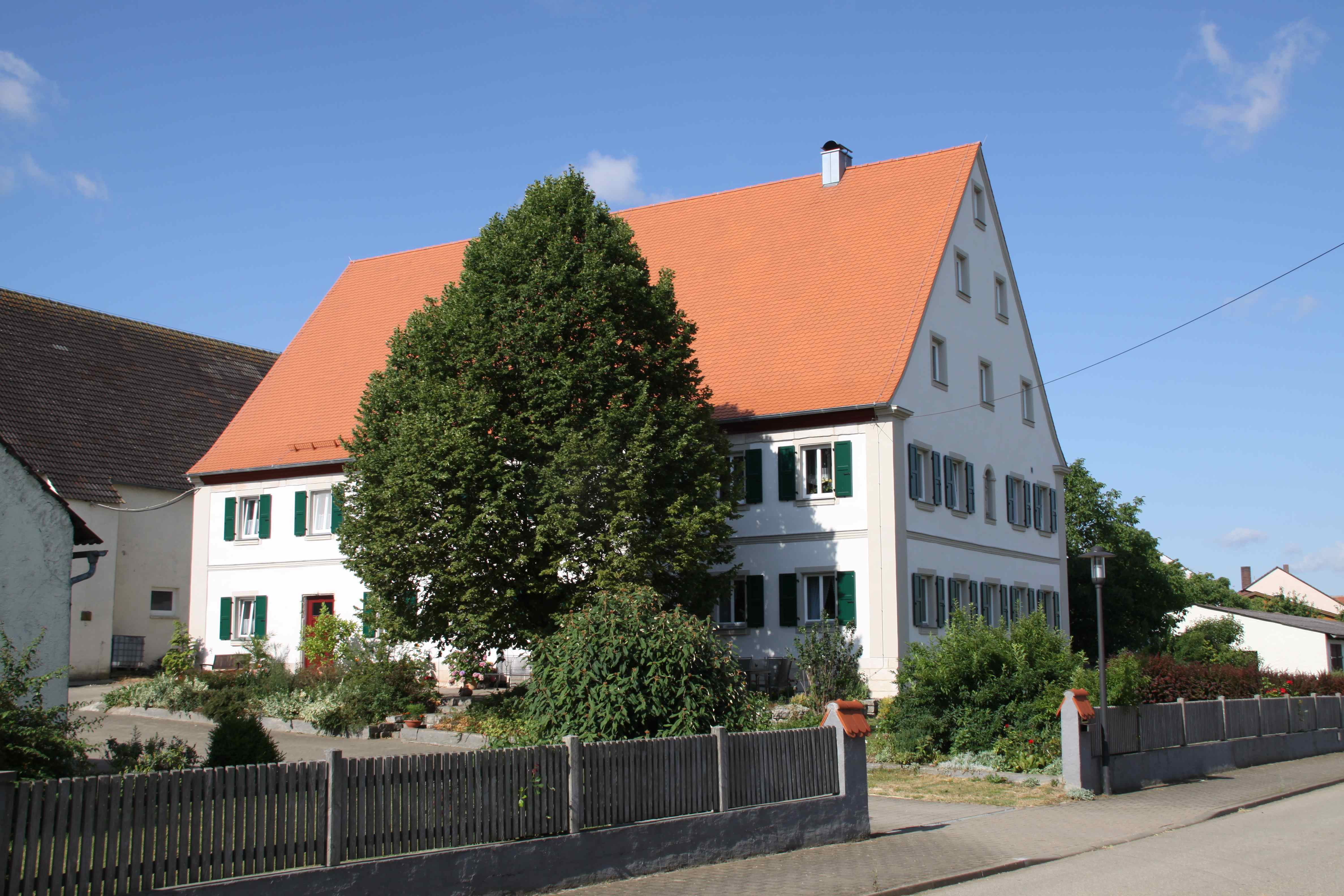
Tiefenbach Nr. 7

Tiefenbach ist ein Gemeindeteil der Stadt Ellingen im Landkreis Weißenburg-Gunzenhausen (Mittelfranken, Bayern). Tiefenbach liegt in der Gemarkung Stopfenheim.

## Geographie
Der Weiler liegt ungefähr vier Kilometer westlich des Ellinger Stadtzentrums. Östlich befindet sich die Quelle des Vorderen Troppelgrabens, eines kleinen Nebenflusses der Schwäbischen Rezat. Weitere größere Orte in der Umgebung sind Pleinfeld und Weißenburg in Bayern. Mit 466 m ü. NHN ist Tiefenbach der höchstgelegene Gemeindeteil Ellingens. Eine Gemeindeverbindungsstraße führt nach Hörlbach bzw. zu der Kreisstraße WUG 3.

## Geschichte
Bis zur Gemeindegebietsreform war der Ort Teil der damals selbstständigen Gemeinde Dorsbrunn und wurde am 1. Januar 1972 in die Stadt Ellingen umgegliedert.

## Baudenkmäler
Baudenkmal ist in Tiefenbach das zweigeschossige Bauernhaus Tiefenbach 7 mit giebelständigem Satteldach und Putzgliederung aus den 1870er Jahren und mit einem Marienbildnis aus dem 19. Jahrhundert sowie das Wegkreuz an der Abzweigung nach Stopfenheim.